# Manono
Manono este un oraș în  provincia Katanga, Republica Democrată Congo. În 2012 avea o populație de 59 957 de locuitori, iar în 2004 avea 47 632.